# قبله (بهائیت)

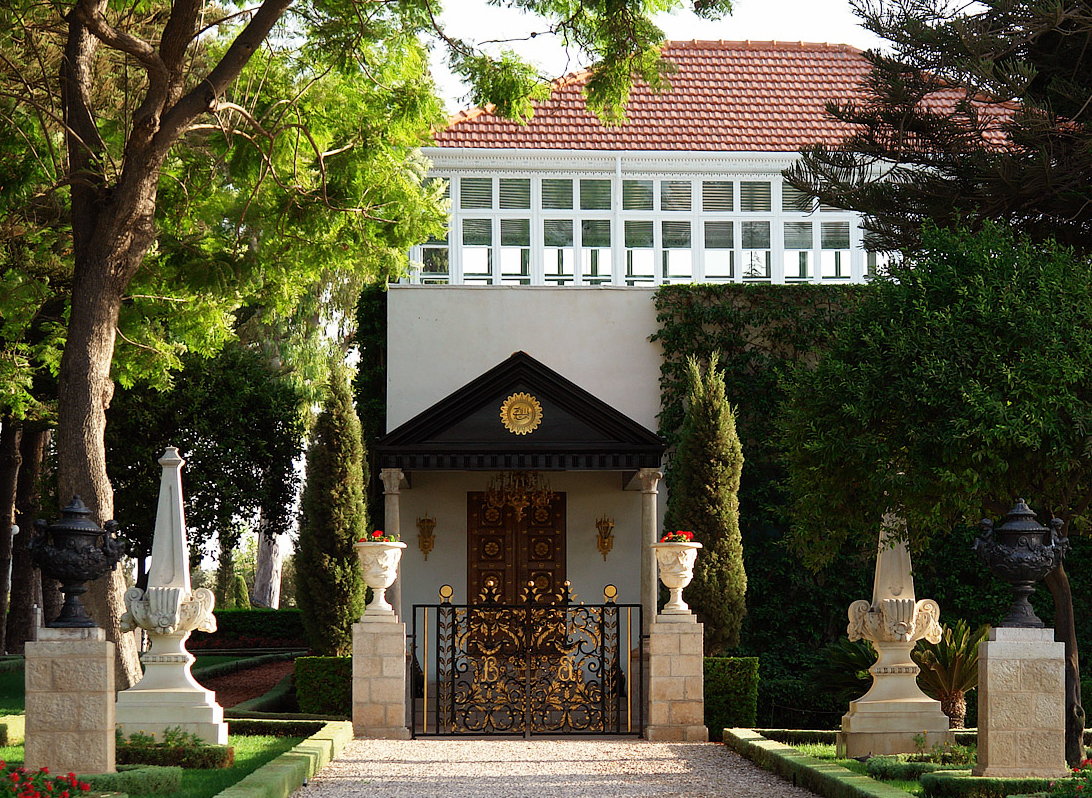
مقبره بهاءالله در عکا، قبله بهائیان

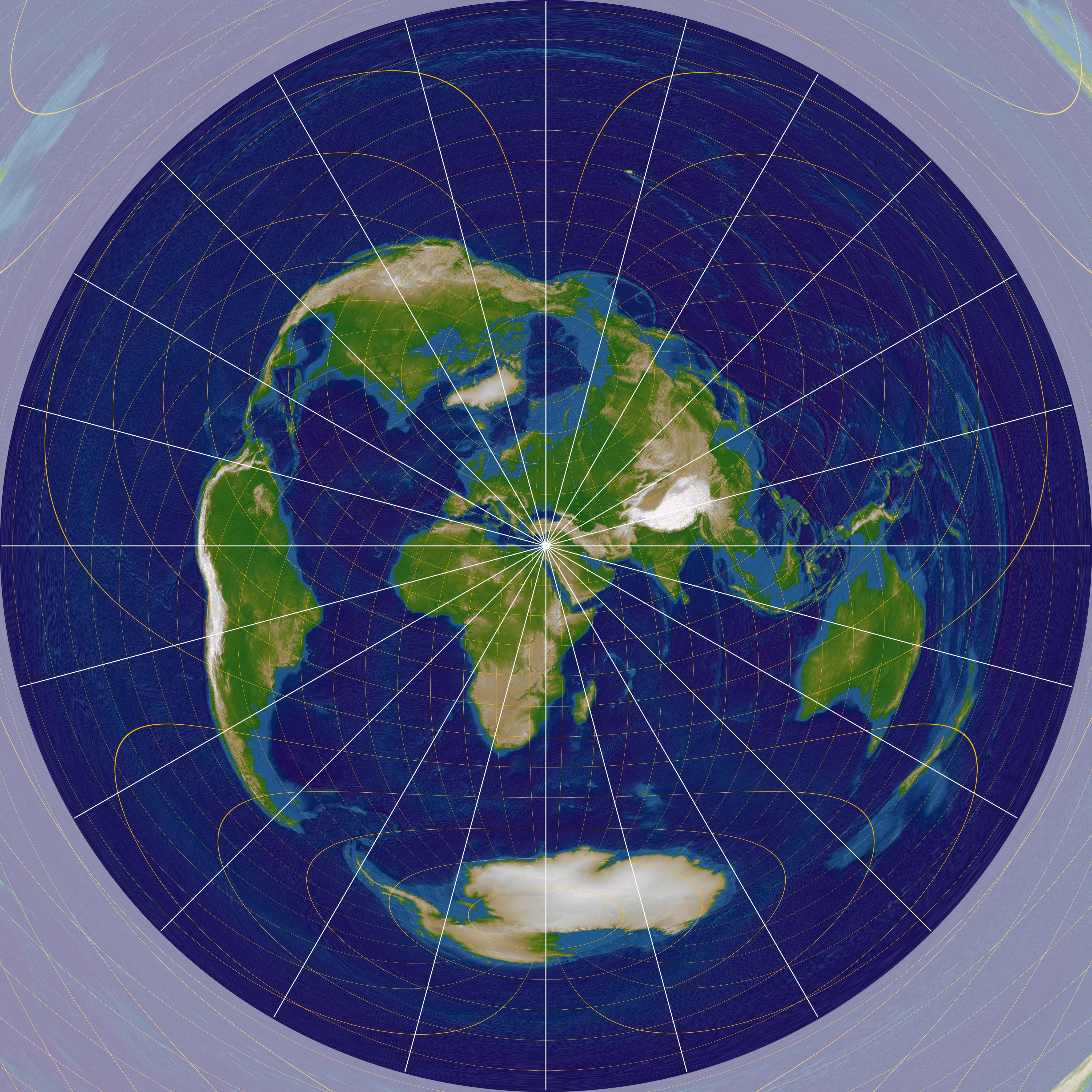
نزدیکترین جهت‌ها به سوی آرامگاه بهاءالله، قبله بهائیان

قبله بهائیان، همان روضه مبارکه یعنی آرامگاه بهاءالله(بنیانگذار بهائیت) است. این محل در بهجی در شمال عکا قرار دارد. آرامگاه بهاءالله، متبرک‌ترین و مقدس‌ترین مکان برای بهائیان است. بهائیان هنگام خواندن نماز، به این محل متوجه هستند و به این سمت نماز می‌خوانند.